# الإفصاح عن الميول المثلية

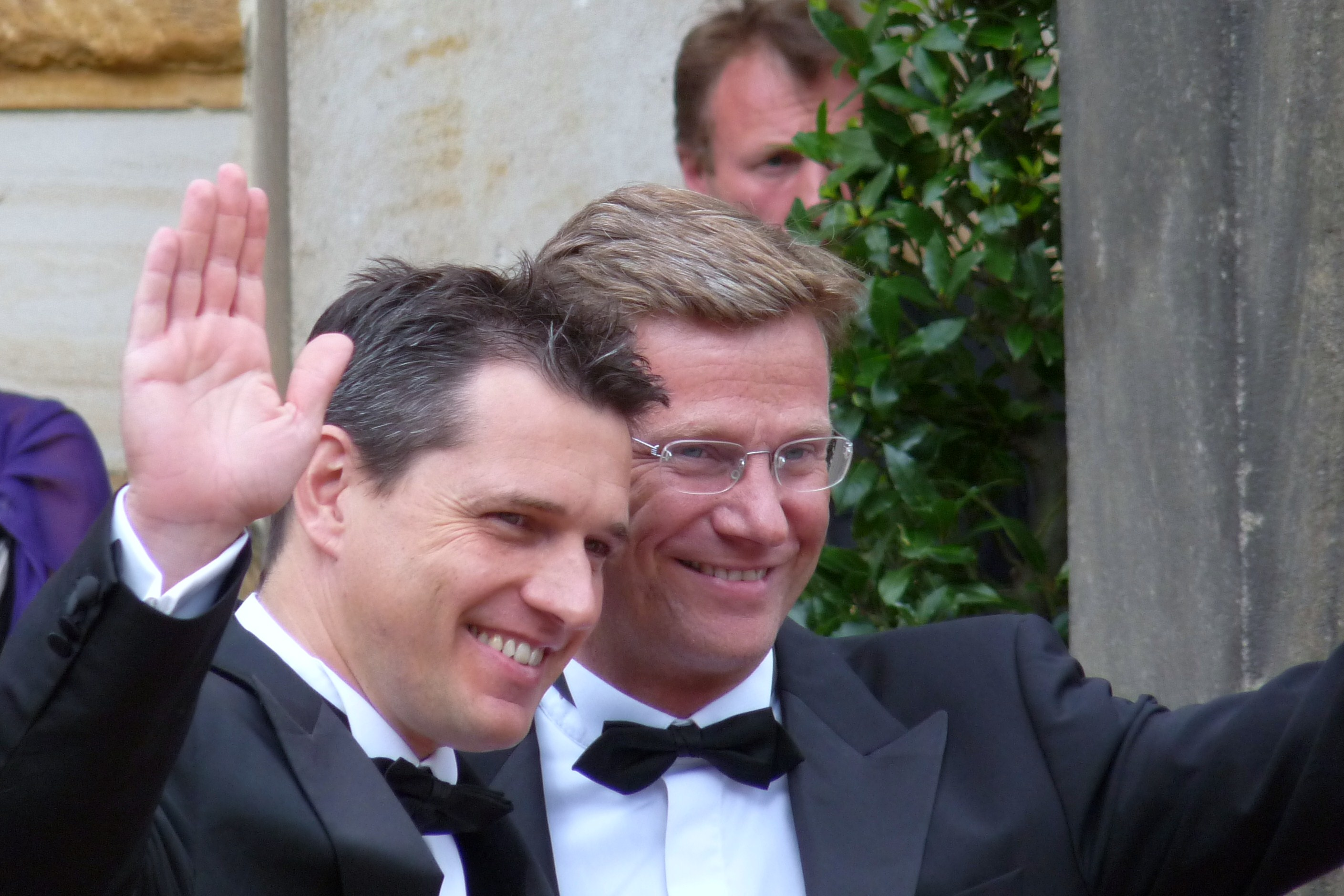
السياسي الألماني غيدو فيسترفيله وشريك حياته مايكل مرونز.

الخروج من الخزانة (بالإنجليزية: Coming out)‏ هو تعبير مجازي يقصد به الكشف أو الإفصاح عن الميول المثلية بالإفصاح عن الذات للمثليين، المثليّات، مزدوّجي الميل الجنسي، والعابرين جنسيًا (اختصارا: LGBT).
مناقشة وتأطير المسألة بخصوصية، الطلوع للخارج هي مسألة متفاوتة في الوصف نفسيًا أو عمليًا؛ اتخاذ القرار أو اتخاذ المخاطرة، إستراتجية أو خطط، مناسبة جماعية أو عامة، أسلوب الحديث ومشاكل الهوية، طقوس العبور، الحرية، التحرر من الاضطهاد، تشكل محنة، وهي وسيلة للشعور بالفخر بالمثلية بدلاً من الخزي أو وصم؛ أو حتى الانتحار.